# Pieter Timmermans
Pieter baron Timmermans (Ninove, 14 juni 1964) is gedelegeerd bestuurder van het Verbond van Belgische Ondernemingen (VBO-FEB) en in die hoedanigheid lid van de Groep van Tien.

## Levensloop
Timmermans studeerde in 1986 af als handelsingenieur aan de KU Leuven met specialisatie Financiewezen en behaalde in 1993 een Master of Public Administration aan de Economische Hogeschool Sint-Aloysius (tegenwoordig ook KU Leuven). Aan Stanford University volgde hij in 2011 een Executive Program van de Graduate School of Business.
Timmermans was eerder actief als assistent aan het Departement Toegepaste Economische Wetenschappen van de KU Leuven en op de studiedienst van het ministerie van Economische Zaken en van 1993 tot 1998 als adviseur bij de toenmalige minister van Begroting en vicepremier Herman Van Rompuy (CVP). In 1998 werd hij directeur-generaal van het Verbond van Belgische Ondernemingen (VBO), en in die functie verantwoordelijk voor de sociaaleconomische dossiers en het sociaal overleg.
In het eerste decennium van de 21e eeuw werd Timmermans een sleutelfiguur in het Belgisch sociaal overleg die vaak in overleg met toenmalig ACV-voorzitter Luc Cortebeeck tot sociale akkoorden kon komen.
Naast zijn opdracht aan het VBO is Timmermans lid van het directiecomité van BusinessEurope, de Europese werkgeversfederatie, gasthoogleraar aan de KU Leuven, ondervoorzitter van de Nationale Arbeidsraad (NAR), ondervoorzitter van de Centrale Raad voor het Bedrijfsleven (CRB) en lid van de raad van bestuur van BMR, het Prins Albertfonds en het Agentschap voor Buitenlandse Handel.
Sinds 27 mei 2013 is hij regent van de Nationale Bank van België.
In 2018 werd hij voorgedragen voor persoonlijke adeldom met de persoonlijke titel van baron.